# Mroczki migocące

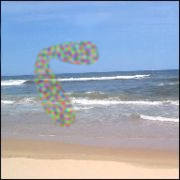
Przykład mroczka migocącego

Mroczki migocące (łac. scotoma scintillans) – mroczki obserwowane w czasie migreny z aurą.
Istnieje literatura dotycząca mroczków migocących. Mroczki migocące w postaci zygzaków są częste w migrenie z aurą wzrokową. Ilustracje zmian widzenia w czasie migreny z aurą opisane są w szeregu książek i publikacji.